# 长沙市革命造反派工人联合委员会
长沙市革命造反派工人联合委员会，简称长沙工联或工联，是长沙市造反派群众组织，以产业工人为主体，自下而上联合而成，后来成为统领二十多万工人的、湖南省与长沙市的第一号强大造反组织。

## 简介
1967年4月15日成立。领导集团为五人核心小组：组长胡勇、副组长唐忠富，组员许新宝（汽车电器厂劳模）、雷志忠（省汽车运输公司干部）、孙源泉。
“工联”成立后，许多湘江风雷下属组织成建制加入工联。1967年8月10日中共中央下发的《中共中央关于湖南问题的若干决定》中，工联被称为“革命造反派”，而湘江风雷则被称为“革命群众组织”。湖南各地的工人造反派组织，均受长沙“工联”影响。
1968年1月17日，“长沙市工代会”（长沙市革命工人代表大会）召开，工联、湘江风雷等均宣布解散总部，统一纳入“长沙市工代会”。
1968年5月至1968年8月，“反三右一风”中，省委机关的组织“永向东”联合工联内部的“湘瓷派”（其头头刘炎生来自湖南建湘瓷厂），攻击工联内部的“汽电派”（因胡勇是长沙汽车电器厂工人而得名）。